# کوپا اوا دیورته

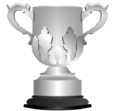
نگارهٔ جام کوپا اوا دیورته

کوپا اوا دیورته یک تورنومنت در فوتبال اسپانیا بود که بین برندگان لالیگا و کوپا دل ری برگزار می‌شد. در سال ۱۹۴۰ عنوان کوپا د کمپئونز را داشت و تا سال ۱۹۴۵ که به افتخار سفیر آرژانتین که با دولت نظامی روابط خوبی داشت نام آن به "کوپا د اورو آرجنتینا" تغییر پیدا کرد، برگزار نشد.
در سال ۱۹۴۷ "کوپا اوا دیورته د پرون" به عنوان ادای احترام به رئیس جمهور آرژانتین، خوان پرون و همسرش اوا پرون محبوب، به عنوان یک مسابقه سالانه تأسیس شد. این مسابقه بین ماه‌های سپتامبر و دسامبر معمولاً به عنوان یک بازی نهایی برگزار می‌شد. بعدها سوپر کوپا د اسپانا جایگزین این جام شد.

## قهرمانان بر اساس سال
| سال  | قهرمان         | نایب قهرمان    |
| ---- | -------------- | -------------- |
| ۱۹۴۰ | اتلتیکو مادرید | اسپانیول       |
| ۱۹۴۵ | بارسلونا       | اتلتیک بیلبائو |
| ۱۹۴۷ | رئال مادرید    | والنسیا        |
| ۱۹۴۸ | بارسلونا       | سویا           |
| ۱۹۴۹ | والنسیا        | بارسلونا       |
| ۱۹۵۰ | اتلتیک بیلبائو | اتلتیکو مادرید |
| ۱۹۵۱ | اتلتیکو مادرید | بارسلونا       |
| ۱۹۵۲ | بارسلونا*      |                |
| ۱۹۵۳ | بارسلونا*      |                |

* در سال ۱۹۵۲ و ۱۹۵۳ بارسلونا برنده هر دو جام لالیگا و کوپا دل ری بود.